# Otto Stahn
Otto Stahn (* 10. Juli 1859 in Berlin; † 31. Januar 1930 ebenda) war ein deutscher Architekt und arbeitete als Baurat für die Stadt Berlin.

## Biografie

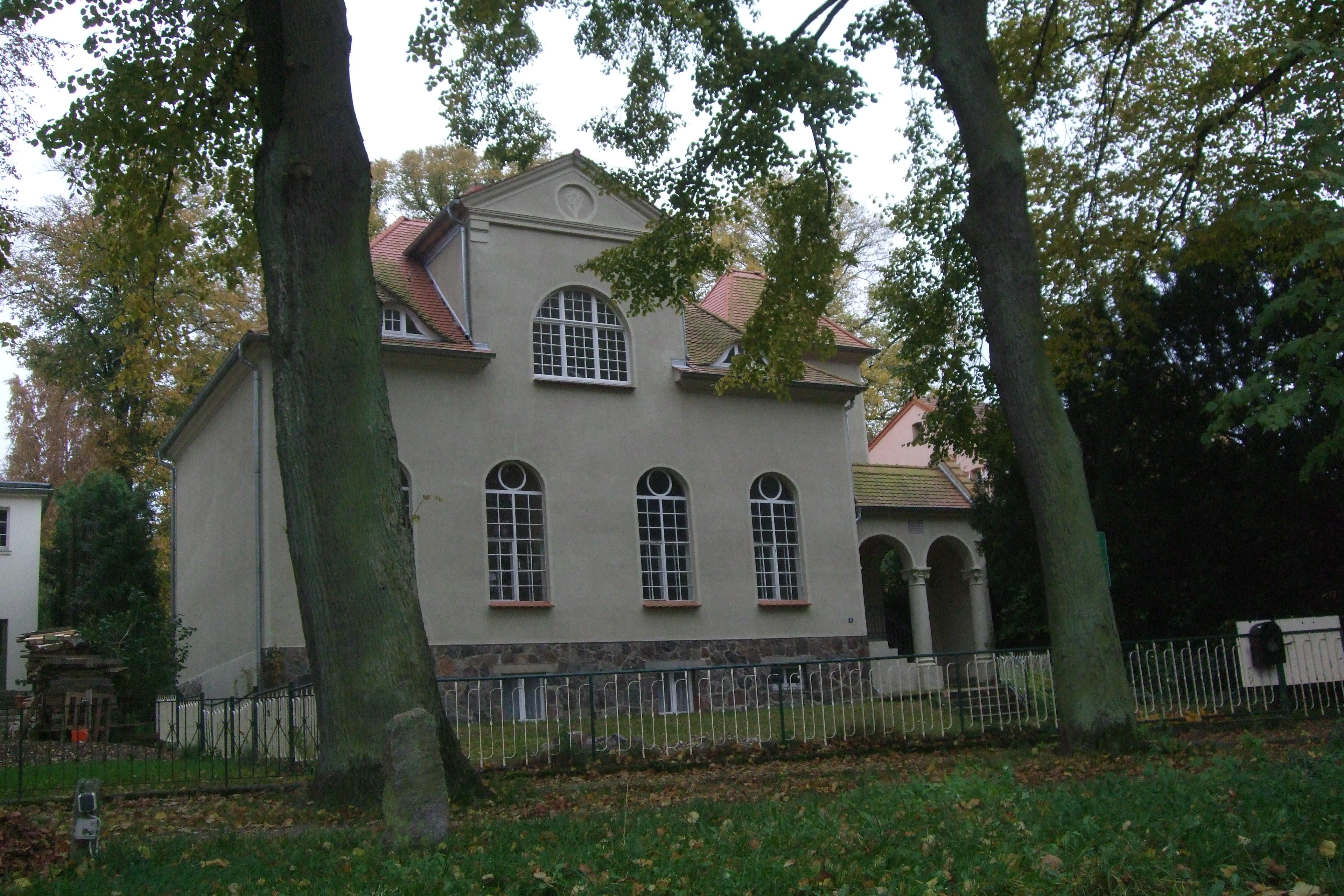
Ehemaliger Kindergarten in Plau am See, 1904 gestiftet von Heinrich Haukohl

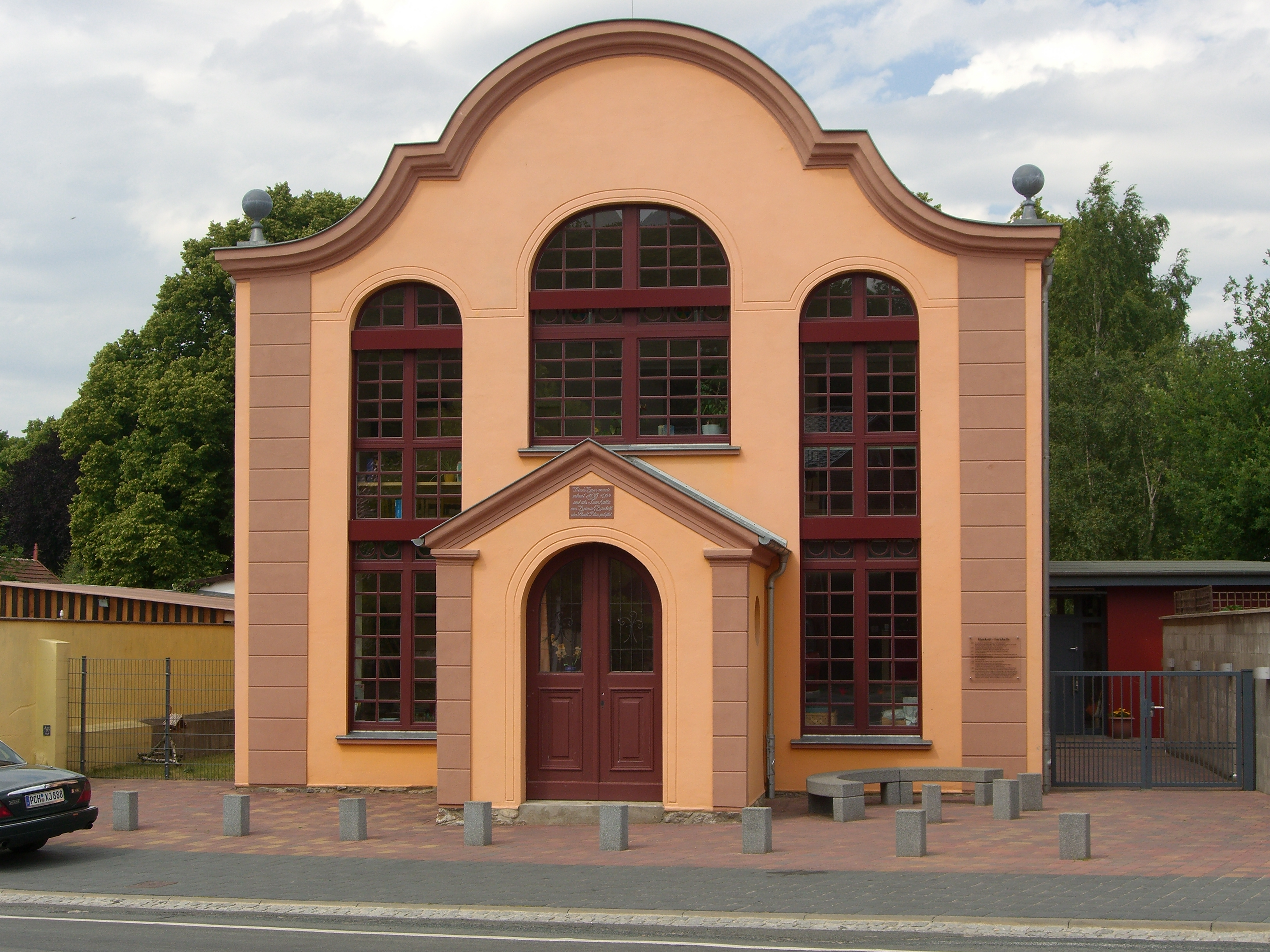
Kindergarten Plau am See (ehemalige Turnhalle), 1904

Otto Stahn studierte an der Berliner Bauakademie bei Johannes Otzen. Nach dem Studium war er zeitweilig für die Eisenbahndirektion Magdeburg tätig und entwarf die Bahnhofshallen in Magdeburg, Halle und Stralsund. Nach einem einjährigen Italienaufenthalt war er von 1888 bis 1897 als Regierungsbaurat bei der Stadt Berlin beschäftigt. Ein 1899 gemeinsam mit Adalbert Metzing eingereichter Wettbewerbsentwurf für ein Amts- und Gemeindehaus in (Berlin-)Wannsee wurde als einer von drei besten Entwürfen ausgezeichnet und bis 1901 ausgeführt
(unter Denkmalschutz). In den ersten zwei Berliner Jahren wohnte er in der Markgrafenstraße 16. Neben der Anstellung bei der Stadt betätigte sich Otto Stahn als Lehrer an der königlichen Gärtnerlehranstalt Berlin-Dahlem. Auf dem Gebiet des „Architekturgartens“ trat er auch als Buchautor in Erscheinung.
Als Berliner Baurat war Otto Stahn für die künstlerische Ausgestaltung der neuen Berliner Brücken zuständig. Dazu zählen unter anderem folgende Brücken: Lutherbrücke, Moltkebrücke, Moabiter Brücke, Weidendammer Brücke sowie Gertraudenbrücke. Die Entwürfe für die Oberbaumbrücke und die Obere Freiarchenbrücke im Bezirk Friedrichshain-Kreuzberg stammen ebenfalls von ihm. Als Architekt hatte er mit dem Hochbahn-Viadukt von der Oberbaumbrücke bis zum Bahnhof Warschauer Straße sowie mit den Hochbauten am Urbanhafen zu tun.

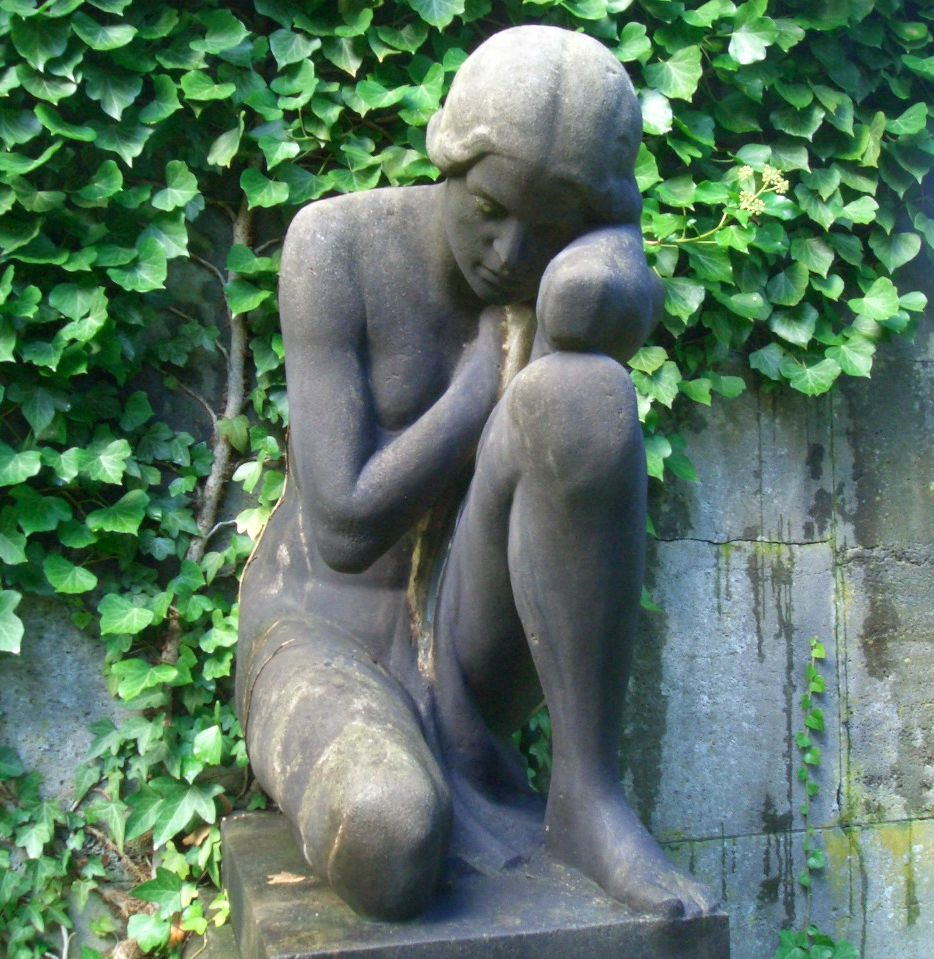
Trauernde von Max Frick, für das Familiengrab Otto Stahn

Für Heinrich Müller-Breslau, den Rektor der Technischen Hochschule Charlottenburg, verwirklichte Otto Stahn dessen Landhaus im Grunewald (1893/94); der malerisch gestaffelte, viergeschossige Putzbau gehört zu den ältesten erhaltenen Bauten Grunewalds. Zu seinen sonstigen Werken gehören verschiedene Brunnenanlagen. Die preisgekrönte Gestaltung der technisch verbesserten kommunalen Straßenpumpe wurde ab 1893 von der Aktiengesellschaft Lauchhammer in Gusseisen hergestellt. Eine weitere Arbeit war der Sockel der Berolina am Alexanderplatz.
Otto Stahn wurde auf dem Neuen Friedhof Wannsee in der Lindenstraße beigesetzt. Die vom Friedhof umgebene Andreaskirche ist der einzige Sakralbau, den er verwirklicht hat (1895/96). Nachdem sein Lehrer Johannes Otzen – auch ein Wannseer – gestorben war, verwarf die Gemeinde dessen Pläne und ließ von Stahn hinter der bereits errichteten Vorhalle eine neu entworfene Kirche erbauen. Auf dem Friedhof wurde das Erbbegräbnis für Oscar Huldschinsky ebenfalls von Stahn entworfen.